# Richard Brodie
Richard Reeves Brodie (10 de noviembre de 1959) es un programador estadounidense, conocido como Richard Brodie y, más informalmente, como Quiet Lion, es el autor original del procesador de texto Microsoft Word, junto con su amigo y compañero Charles Simonyi. Después de dejar la compañía Microsoft, se convirtió en orador motivacional y jugador profesional de póquer.[cita requerida]

## Biografía
Richard Brodie era, al igual que Simony, un joven programador en Xerox, trabajando para el primer procesador de textos donde lo que el usuario veía en la pantalla era lo que finalmente aparecería en el papel.
En el año 1981 fue reclutado por Bill Gates y Paul Allen, convirtiéndose en empleado de Microsoft.
Su primer proyecto "Word" fue desarrollado para el ordenador de IBM bajo el sistema operativo DOS en 1983 en lo que en un futuro se convertiría en la gallina de los huevos de oro para Microsoft. Su primera versión fue un tanto rudimentaria y básica, pero no por eso falta de innovadora. Se crearon versiones posteriores para Apple Macintosh en 1984 y para Microsoft Windows en 1989. Word vino a sustituir al que por aquel entonces era en estándar, WordPerfect de la empresa Corel.
En el 13 de abril de 2003, Brodie se incorporó a los circuitos profesionales de póquer. Actualmente es un jugador profesional de póquer, miembro del Full Tilt Poker, jugando bajo el seudónimo de Quiet Lion (León silencioso). Durante la Serie Mundial de Poker (World Series of Poker) de 2006, él mencionó que las palabras marcadas de rojo por falta ortográfica en Microsoft Word eran ideas suyas.
En 2008 sus victorias totales excedían los $170.000. De hecho, el 10 de mayo de 2007, Brodie recibió un certificado en el correo que indicaba que estaba prohibida su presencia para participar en las localizaciones de todo el Harrah en Nevada, California, y Arizona. No se permitió en principio su participación en la World Series of Poker pero, según el blog de Brodie, el 8 de junio los ejecutivos de Harrah se ablandaron pidiendo disculpas por su error.
Es autor de dos libros: Virus of the Mind: The New Science of the Meme (Virus de la mente. La nueva ciencia del Meme), y Getting Past OK: A Straightforward Guide To Having a Fantastic Life! (Supere el OK: El libro de autoayuda para personas que no necesitan ayuda)

## Libros
- Virus of the Mind: The New Science of the Meme (El virus de la mente, una introducción a la memética.), Hay House, 2004. ISBN 978-1-4019-2468-3
- Getting Past OK: The Self-Help Book for People Who Don't Need Help (Supere el OK: El libro de autoayuda para personas que no necesitan ayuda), Hay House, 2009. ISBN 978-1-4019-2697-7